# هادي (اسم)
أصل أسم هادي عربي، اسم علم مذكر عربي، ومعناه: اسم فاعل من هَدَى. الجمع : هادون و هُداة و هوادٍ ، المؤنث : هادية ، و الجمع للمؤنث : هاديات و هوادٍ. والهَادِي قد يعني الدَّليلُ، والهادي اسم من أسماء الله الحسنى، والهَادِي من السَّهم: النَّصل، والجمع : هَوَادٍ.
ويستخدم الاسم هادي في العالم العربي والإسلامي.

## الشخصيات
- هادي أحمد: لاعب كرة قدم بصري عراقي.
- هادي الجيار: ممثل مصري.
- هادي العلوي: مفكر شيوعي عراقي.
- هادي خفاجة: ممثل مصري.
- هادي المدرسي: رجل دين عراقي.
- هادي العامري سياسي عراقي
- هادي نصر الله ابن حسن نصر الله
- هادي السبزواري فيلسوف شيعي